# Museu de Arte Urbana Aumentada
MAUA – Museo di Arte Urbana Aumentata é um projeto artístico e tecnológico iniciado em 2016 na Itália, que propõe um modelo de museu difuso baseado na conexão entre arte de rua, realidade aumentada e práticas participativas . Através de dispositivos móveis, permite a visualização de conteúdos digitais associados a murais presentes em diferentes contextos urbanos.
O projeto se desenvolveu em diversas cidades italianas e em contexto internacional, principalmente em zonas periféricas, configurando-se como uma coleção permanente de obras em realidade aumentada em espaços públicos.

## Origem e desenvolvimento
O projeto foi iniciado em 2016 com a iniciativa Palermo Città Aumentata, posteriormente integrada no MAUA como primeira edição. A iniciativa previu a inserção de conteúdos digitais em realidade aumentada em murais presentes em alguns bairros da cidade de Palermo.
Nos anos seguintes, o modelo foi aplicado em outros contextos urbanos, incluindo Milão, Turim e Brescia, além de uma edição internacional em Waterford, Irlanda.
Em cada edição, foram envolvidos artistas digitais, estudantes e organizações locais na produção de conteúdos digitais em realidade aumentada e na definição e curadoria dos itinerários expositivos.

## Estrutura e metodologia
O MAUA adota um modelo de museu difundido, baseado na interação entre arte urbana, arte digital e participação ativa das comunidades locais. O processo divide-se em fases distintas: mapeamento urbano, seleção dos murais, produção dos conteúdos digitais em realidade aumentada e definição de itinerários temáticos.
A seleção das obras envolve moradores, escolas e organizações locais. Os artistas digitais criam conteúdos em realidade aumentada inspirado em murais existentes e no contexto urbano. Os itinerários são planejados em colaboração com as comunidades, seguindo critérios narrativos ou geográficos.

## Tecnologia e uso
As obras de realidade aumentada estão associadas a murais geolocalizados, que podem ser ativados através do aplicativo gratuito Bepart, disponível para dispositivos móveis. A utilização pode ocorrer no local, através do enquadramento dos murais com um smartphone, ou a distância, por meio de reproduções digitais.

## Cidades e itinerários
O MAUA foi realizado em cinco cidades, por meio de itinerários urbanos baseados em obras de arte de rua aumentadas:
- Palermo (2016): 20 obras nos bairros históricos.[20]
- Milão (2017): 50 obras nos bairros Giambellino, Adriano, Corvetto, Niguarda e QT8.[21]
- Turim (2019): 46 obras divididas em quatro itinerários temáticos.[22][23]
- Waterford, Irlanda (2021): 8 obras distribuídas ao longo de um percurso narrativo.[24]
- Brescia (2023): 28 obras divididas em três itinerários.[25]

## Prêmios
- 2017 – Digital Award – MEET the Media Guru, pela utilização de linguagens e formatos digitais na arte urbana;[26]
- 2019 – Prémio Turismo Sostenibile, concedido pela Câmara de Comércio de Milão pelo seu impacto no território;[27][28]
- 2019 – Premio Innovazione Culturale della Fondazione Cariplo, pelo modelo participativo;[29]
- 2021 – Seleção no programa Brightening Air dell'Arts Council of Ireland, para a edição de Waterford;[30]

## Crítica
A transformação da arte de rua em conteúdo de museu tem provocado algumas reflexões críticas. Pesquisadores como Antongiulio Vergine apontaram o risco de que a institucionalização e a mediação tecnológica reduzam a sua dimensão efêmera, espontânea e por vezes antagonista. Segundo análises críticas, incluindo a do curador Simone Azzoni, essa abordagem amplia o potencial expressivo da arte de rua, tornando-a um veículo para histórias locais, memórias coletivas e conteúdo visual multinível. O processo contribui para dar continuidade a uma linguagem artística tradicionalmente efêmera, redefinindo suas formas de uso e transmissão.
Pesquisas nas áreas de museologia e pedagogia identificam o MAUA como um exemplo de museu centrado no público, orientado para a participação ativa do público. A utilização da realidade aumentada é considerada uma ferramenta para promover processos educativos, inclusão cultural e cidadania ativa.
O MAUA foi descrito como um dispositivo cultural híbrido, no qual arte, tecnologia e práticas participativas se entrelaçam para gerar novos significados compartilhados. A estrutura ampla e adaptável do projeto permite explorar formas alternativas de narrativas urbanas, baseadas na interação entre pessoas, obras e contextos territoriais.
A abordagem adoptada propõe uma releitura do conceito tradicional de museu, orientada para a experimentação de modos de uso acessíveis e descentralizados no espaço público.